# Виктор Моузес
Виктор Моузес (роден 12 декември 1990 г.) е нигерийски футболист. Моузес може да играе на различни позиции, но най-често е използван като ляво крило.

## Клубна кариера

### Кристъл Палас
Роден в Нигерия, Моузес се премества в Англия на 11 години. Скаути на Кристъл Палас забелязват качествата му и той влиза в школата на клуба. 
На 6 ноември 2007 той прави дебюта си в чемпиъншип срещу Кардиф. През сезона той отбелязва три попадения.

### Уигън
На 31 януари, Моузес преминава в Уигън за цената от £2.5 млн. Дебюта си прави на 4 февруари при равенството 1-1 със Съндърланд. На 20 март влиза като смяна срещу Бърнли и прави първата си асистенция за
клуба. Виктор реализира първия си гол на 3 май 2010 срещу Хъл Сити.

През сезон 2011-12, след напускане на Чарлс Н'Зогбиа, Моузес става титуляр за клуба. Първия си гол за сезона той отбелязва на 10 декември 2011.

### Челси
На 23 август 2012, Уигън приема петата оферта на Челси за футболиста. На 24 август 2012 Челси официално обявяват трансфера на Моузес в клуба.